# 丹江街道 (萍乡市)
丹江街街道，是中华人民共和国江西省萍乡市安源区下辖的一个乡镇级行政单位。

## 行政区划
丹江街街道下辖以下地区：
亭子下社区、江矿社区、牛角坪社区、城南社区、贺家湾社区、联星村和丹江村。